# Lisa Leslie
Lisa Leslie (Gardena, Estats Units 1972) és una jugadora de bàsquet estatunidenca, ja retirada, una de les més destacades en la història del bàsquet femení i guanyadora de quatre medalles olímpiques d'or.

## Biografia
Va néixer el 7 de juliol de 1972 a la ciutat de Gardena, població situada a l'estat de Califòrnia.

## Carrera esportiva
Membre de l'equip Los Angeles Sparks (1997-2006 i 2008-2009) i del Spartak de Moscou (2006-2008), aconseguí guanyar la Lliga de l'Associació Nacional Femenina de Bàsquet els anys 2001 i 2002 amb Los Angeles Sparks i de la FIBA EuroCup femenina l'any 2006.
Va participar, als 24 anys, en els Jocs Olímpics d'Estiu de 1996 realitzats a Atlanta (Estats Units), on va aconseguir guanyar la medalla d'or en la competició femenina de bàsquet en derrotar el Brasil. Posteriorment aconseguí revalidar aquest metall en els Jocs Olímpics d'Estiu de 2000 realitzats a Sydney (Austràlia), els Jocs Olímpics d'Estiu de 2004 realitzats a Atenes (Grècia) i en els Jocs Olímpics d'Estiu de 2008 realitzats a Pequín (República Popular de la Xina).
Al llarg de la seva carrera ha guanyat tres medalles en el Campionat del Món, entre elles dues medalles d'or.